# Erxian

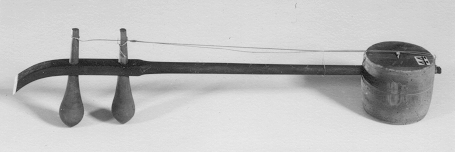
Erxian mit hinterständigen Wirbeln, 19. Jahrhundert

Erxian (chinesisch 二弦, Pinyin èrxián – „Zweisaiter“) ist eine zweisaitige chinesische Röhrenspießlaute, die mit einem Bogen gestrichen wird. Die erxian ähnelt – wie viele andere regionale Varianten der huqin-Familie – der erhu. Sie findet in der Musik von Kanton, Chaozhou und in der Nanguan-Musik von Fujian Verwendung. 

## Verbreitung
Die erxian ist eine von zahlreichen Spießgeigen, die neben der erhu in der chinesischen Musik gespielt werden. Die jinghu mit einem röhrenförmigen Korpus wird vor allem in der Peking-Oper eingesetzt. Die in Volksopern verwendete banhu unterscheidet sich durch ihren schalenförmigen Korpus mit einer Holzdecke. Verwandte Röhrenspießgeigen in Nachbarländern sind die haegeum in Korea, die chiwang in Bhutan und die sor u in Thailand.